# M60 (Kampfpanzer)
Der Kampfpanzer M60 (offiziell 105 mm Gun Full Tracked Combat Tank M60) ist ein Kampfpanzer aus der Zeit des Kalten Krieges aus US-amerikanischer Produktion. Er entstand als eine Weiterentwicklung des M48. Zum Zeitpunkt seiner Einführung stellte er einen großen Schritt nach vorn in Sachen Beweglichkeit, Feuerkraft und Schutzwirkung dar.
Der M60 war fast 30 Jahre lang der Standard-Kampfpanzer der US-Streitkräfte und wird weiterhin von vielen anderen Armeen auf der ganzen Welt verwendet. Seit dem Ende des Zweiten Golfkriegs 1991 und der Ersetzung durch den M1 Abrams wird der Panzer von den Vereinigten Staaten nicht mehr für Kampfeinsätze verwendet. Lediglich zu Ausbildungszwecken und bei der Nationalgarde ist noch eine unbekannte Anzahl von Fahrzeugen in Verwendung. Der M60 kam in vielen Konflikten auf amerikanischer und israelischer Seite vor allem im Nahen Osten zum Einsatz. Von den saudi-arabischen Streitkräften wurde er noch 2019 im Jemen-Konflikt eingesetzt.

## Geschichte

### Entwicklung
Die Entwicklung des M60 geht bis auf die Mitte der 1950er-Jahre zurück. Zu diesem Zeitpunkt nutzte die US Army eine Vielzahl verschiedener Panzertypen, wie die Modelle M4 Sherman, M41 Walker Bulldog, M24, M47, M48 und M103. Diese waren anhand ihrer Bewaffnung in leichten, mittleren und schweren Panzerbataillonen organisiert. Der M4, der M24 und der M41 waren dabei aufgrund ihrer kleinkalibrigen Bewaffnung von weniger als 90 mm als leicht klassifiziert, die M47 und M48 mit ihrer 90-mm-Kanone bildeten die mittleren Einheiten und der M103 mit seiner für damalige Verhältnisse sehr großen 120-mm-Bewaffnung gehörte zu den schweren Einheiten. Keines dieser Modelle war für die jeweils vorgesehene Rolle ideal geeignet, da sie entweder bereits veraltet waren oder aufgrund von kurzer Entwicklungszeit an massiven Mängeln litten.
Zudem stellte diese Organisation die Army vor eine gewaltige logistische Herausforderung, wenn es um die Versorgung der Einheiten mit Ersatzteilen, Munition und Betriebsstoffen ging. Die Tatsache, dass die amerikanische Industrie nach dem Koreakrieg mit Hilfe des Defense Production Act reorganisiert wurde und stets ein konstantes Niveau an Rüstungsgütern fertigen konnte, ohne die Produktion erst umstellen zu müssen, half nicht dabei, dieses Problem zu lösen. Jedoch beschleunigte das Programm die Entwicklung und Weiterentwicklung von Kampfpanzern, da mehr Mittel zur Verfügung standen.
Überdies bestand das Problem, dass im Falle eines Konflikts mit der Sowjetunion die einzelnen Bataillone in falschen Gefechtsstreifen eingesetzt werden könnten, so dass die leichten Panzer gegen schwere sowjetische Modelle kämpfen müssten. Der Einsatz des T-54 während des Volksaufstands in Ungarn 1956 verschärfte die Problematik, da dieses neue Modell mit einer leistungsfähigen 100-mm-Kanone bewaffnet war und eine Frontpanzerung von bis zu 200 mm aufwies, die von der 76-mm-Kanone der leichten Panzer gar nicht und von der 90-mm-Kanone der mittleren Panzer nur schwer durchschlagen werden konnte.
Aufgrund dessen erließ der Stabschef der US-Armee Maxwell Taylor 1957 die Anweisung, die bisher bestehende Klassifizierung bei der Neuentwicklung von Kampfpanzern aufzugeben. Künftig sollten entweder leichte Panzer für Aufklärungs- und Luftlandemissionen oder Universalmodelle, die die Rolle der mittleren und schweren Panzer ausfüllen sollten, gebaut werden. Zu diesem Zeitpunkt befand sich ein neuer Panzertyp mit der Bezeichnung T95 oder T95 medium tank in der Entwicklung (nicht zu verwechseln mit dem russischen T-95-Projekt), der einige, für die damalige Zeit bahnbrechende, Merkmale aufwies. Darunter fielen eine Verbundpanzerung, ein hydropneumatisches Laufwerk sowie ein Gasturbinenantrieb. Diese neuen Techniken bedingten jedoch eine lange Entwicklungszeit, hohe Kosten und viele Probleme bei der Umsetzung.
Da gleichzeitig ein neuer, verbrauchsarmer und sehr zuverlässiger Dieselmotor zur Verfügung stand, hatte die Army drei Optionen, der Bedrohung durch die neuen sowjetischen Modelle zu begegnen:
- Eine Zwischenlösung auf Basis eines bereits existierenden Kampfpanzers,
- die Beschleunigung des T95-Projektes unter Inkaufnahme weiterer Kosten und
- die Entwicklung eines vollkommen neuen Panzers mit Panzerabwehrlenkflugkörper-Bewaffnung.

Letztendlich fiel die Wahl auf die Kampfwertsteigerung eines bestehenden Modells, da so in relativ kurzer Zeit ein neues Fahrzeug zur Verfügung stünde. Das T95-Projekt wurde aufgrund der hohen Kosten und des experimentellen Charakters eingestellt. Das Programm zur Entwicklung eines neuen Kampfpanzers wurde beibehalten, dies führte später zum Projekt Kampfpanzer 70 mit der Bundesrepublik Deutschland. Die kampfwertgesteigerte Version eines existierenden Panzers sollte eine Übergangslösung darstellen, bis der neue, fortschrittliche Panzer zur Verfügung stünde.
Da die schwache Bewaffnung der leichten Panzer nur geringen Nutzen gegenüber den sowjetischen Modellen aufwies und die Panzer an sich keinen Raum für eine Kampfwertsteigerung boten, blieben als Basismodelle für einen neuen Panzer nur der M47, der M48 und der M103. Der M103 war zwar hervorragend gepanzert und konnte jeden gegnerischen Panzer problemlos ausschalten, war jedoch untermotorisiert und somit zu unbeweglich. Die Wahl fiel deshalb auf den M48, der zu diesem Zeitpunkt der modernste Panzer im US-Arsenal war. Durch die Entscheidung, den M48 zu modifizieren, konnte gleichzeitig Entwicklungszeit eingespart werden und die Logistik vereinfacht werden, da viele Teile des Fahrzeugs bereits vorhanden waren. Ein Ziel der Entwicklung des neuen Kampfpanzers war zudem, möglichst viele Teile zu standardisieren, um auch innerhalb der NATO einen Austausch zu ermöglichen.

#### Geländetauglichkeit
Da die US-Militärs bei einem bewaffneten Konflikt mit der Sowjetunion Mitteleuropa als Schlüsselgelände ansahen, das es zu verteidigen galt, sollte der Panzer den Anforderungen des Geländes in Mitteleuropa und der entsprechenden Gefechtsführung angepasst werden. Dies bedeutete zum einen, dass das Fahrzeug gleichzeitig starkem indirekten und direkten Beschuss ausgesetzt sein würde, aber trotzdem noch effektiv kämpfen können sollte. Zum anderen sollte der Panzer unter allen dort vorkommenden Witterungsbedingungen einsetzbar sein und die meisten Flüsse durchwaten können. Der M48 konnte bereits einige dieser Forderungen erfüllen, jedoch bei weitem nicht alle, da seine Entwicklung aufgrund des Ausbruchs des Koreakrieges beschleunigt worden war.

#### Bewaffnung
Der erste Schritt zur Steigerung des Kampfwertes war der Einbau einer besseren Hauptwaffe. Zur Auswahl standen die 120-mm-Zugrohrkanone des M103, eine neu entwickelte 90-mm-Glattrohrkanone, die bereits existierende 90-mm-Kanone des M48 sowie die britische Neuentwicklung L7 im Kaliber 105 mm. Die Wahl fiel auf die 105-mm-Kanone Royal Ordnance L7, da deren APDS-Munition die beste Durchschlagsleistung aufwies.
Die Gestaltung des Turms wurde dahingehend verändert, die neue Waffe aufnehmen zu können und gleichzeitig einen größeren Höhenrichtbereich als beim M48 zu ermöglichen. Die Form des Turms wurde ebenfalls verändert, um besseren ballistischen Schutz zu bieten. Der Panzer sollte einem Treffer mit Wuchtmunition aus der 100-mm-Kanone des T-54 aus einer Entfernung von etwa 1500 m standhalten. Dem Kommandanten stand eine eigene drehbare und mit einem M85-Maschinengewehr im Kaliber .50 ausgestattete Kuppel auf dem Turmdach zur Verfügung, von der aus er das Gefechtsfeld beobachten und in das Gefecht eingreifen konnte. Die Kuppel bot im Vergleich zu der des M48 besseren ballistischen Schutz und mehr Platz. Sie war allerdings auch um einiges höher und bot so ein besseres Ziel, des Weiteren wurde die Durchfahrhöhe weiter eingeschränkt.

#### Motor

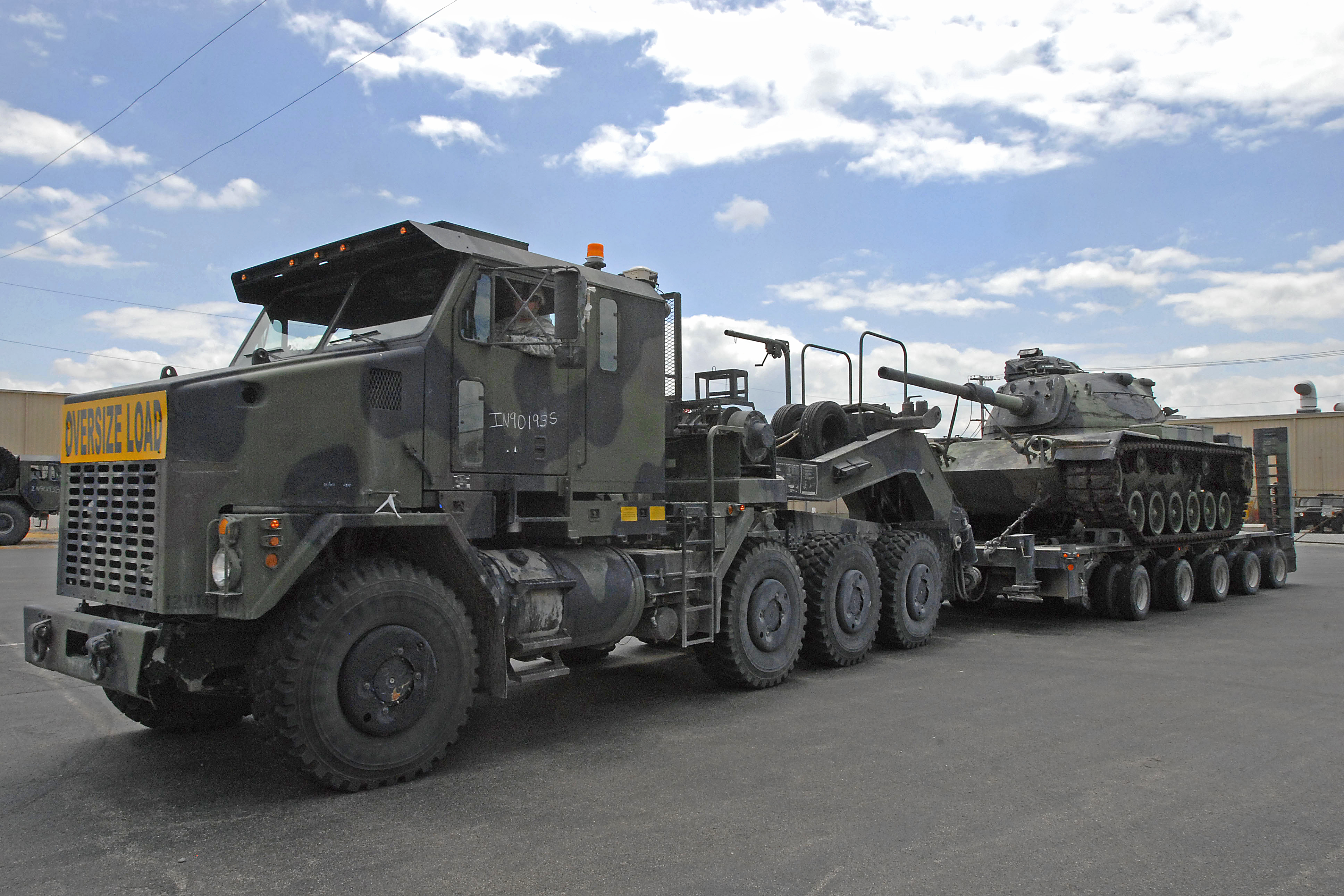
M60 auf dem Tieflader DRS M1000 eines Oshkosh M1070A0 HET

Drei M48A2 wurden entsprechend modifiziert und zum Yuma Proving Ground zur Erprobung geschickt. Um die geforderte Einsatzreichweite zu erreichen, wurde ein Dieselmotor mit der Bezeichnung AVDS-1790-P eingebaut. Dies hatte gleichzeitig den Vorteil, dass die Brandgefahr verringert wurde. Nach weiteren Testreihen, während derer sowohl Diesel als auch JP-4 als Treibstoff getestet wurden, zeigte das Aggregat als Mehrstoffmotor zufriedenstellende Leistungen.
Im Februar 1958 wurde beschlossen, eine verbesserte Version des Motors für Tests in Fahrzeugen zu verwenden. Die neue Version erhielt die Bezeichnung AVDS-1790-1 und verfügte über eine neue Treibstoffpumpe, ein verbessertes Schmiersystem und modifizierte Ölfilter. Die neuen Motoren wurden in zwei der Prototypen eingebaut, der dritte wurde mit einer nochmals verbesserten Variante des Motors mit der Bezeichnung AVDS-1790-2 ausgestattet. Diese Fahrzeuge wurden Kaltwettertests in Fort Churchill in Kanada unterzogen. Dabei zeigte sich, dass der Dieselmotor im Leerlauf genügend Leistung bereitstellte, um alle elektrischen Systeme des Panzers mit Energie versorgen zu können, weshalb fortlaufend der Hilfsgenerator ausgebaut wurde. Der Motor benötigte auch neue Luftfilter, deren Einbau die Umgestaltung des Wannenhecks des M48 erforderlich machte.

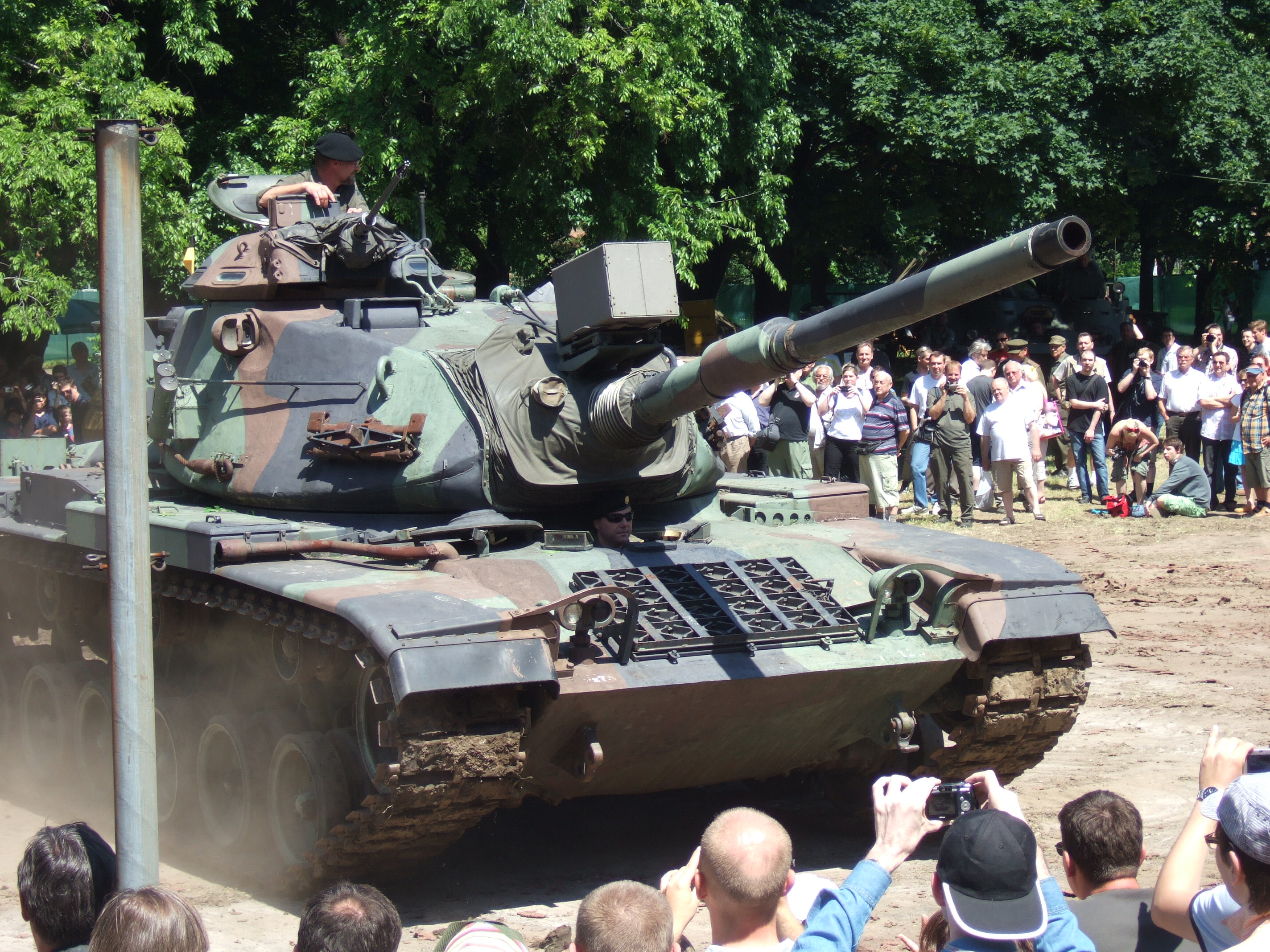
Kampfpanzer M60 des Heeresgeschichtlichen Museums in Wien

### Erprobung
Die ersten vier Prototypen des nun offiziell als 105mm Gun Full-Tracked Combat Tank M60 bezeichneten Panzers wurden Mitte 1959 fertiggestellt und an verschiedene Versuchsanstalten in den USA geschickt. Diese Prototypen beinhalteten weitere Änderungen an der Wannenfront und am Laufwerk. Die durchgeführten Tests zeigten jedoch, dass der ballistische Schutz der Wanne und die Federung nach wie vor unzureichend waren. Deshalb wurde die Panzerung nochmals verstärkt und das Laufwerk erhielt zusätzliche Stoßdämpfer.

### Produktion
Da die Serienproduktion 1960 jedoch bereits angelaufen war, verfügten die ersten 15 Serienfahrzeuge über eine dünnere Panzerung als die folgenden Exemplare. Diese 15 Fahrzeuge wurden zusammen mit den vier Prototypen als Ausbildungsfahrzeuge zur Panzertruppenschule nach Fort Knox geschickt.
Weiterhin fehlten den ersten 45 Fahrzeugen die Kommandantenkuppeln, da diese nicht schnell genug produziert werden konnten. Die Kuppeln wurden später in der Truppe nachgerüstet. Die ersten 300 Panzer waren anstatt mit dem M85-MG noch mit dem Browning M2 ausgerüstet, das zwar das gleiche Kaliber hatte, aber nicht in die Kommandantenkuppel eingebaut werden konnte, sodass es auf einer extra angebrachten Lafette neben der Kuppel montiert wurde.
Die Produktion des M60 endete 1962 nach 2205 gefertigten Exemplaren und wurde mit der Produktion des M60A1 fortgesetzt. Der Panzer wurde noch zwei weiteren Kampfwertsteigerungen unterzogen, die zu den Modellen M60A2 und M60A3 führten. Die Produktion des M60A3 endete 1987, nachdem insgesamt über 15.000 Exemplare aller Versionen hergestellt worden waren.

### Außerdienstsetzung in den USA
Die Weiterentwicklung wurde 1990 nach dem Fall der Berliner Mauer gestoppt, da ein Ende des Kalten Krieges absehbar war. Nicht verkaufte oder verschrottete Exemplare des Panzers wurden vor der US-Ostküste im Atlantik versenkt, um künstliche Riffe zu bilden. Die letzten M60 wurden im Mai 1997 aus dem aktiven Dienst der US-Army genommen.

## Besatzung
Die Besatzung des M60 besteht wie bei den meisten Kampfpanzern ohne Ladeautomat aus vier Soldaten: dem Kommandanten, dem Fahrer, dem Richtschützen und dem Ladeschützen.
Der Kommandant sitzt rechts im Turm unter der drehbaren Kuppel, der Richtschütze sitzt vor ihm. Der Ladeschütze befindet sich auf der linken Seite des Turms. Der Fahrer sitzt vorne mittig zwischen zwei Munitionsbehältern in der Wanne des Panzers.
Die drei Soldaten im Turm verfügen über zwei Luken; dem Fahrer steht eine eigene Luke in der Wanne zur Verfügung. Hinter dem Fahrer befindet sich im Wannenboden eine Notausstiegsluke, die jedoch nicht in jeder Turmstellung von der Turmbesatzung erreichbar ist: bei einer Turmstellung im Richtbereich 10 Uhr bis 1 Uhr wird sie durch den Hydraulikblock versperrt.

## Technik

### Bewaffnung und Munition

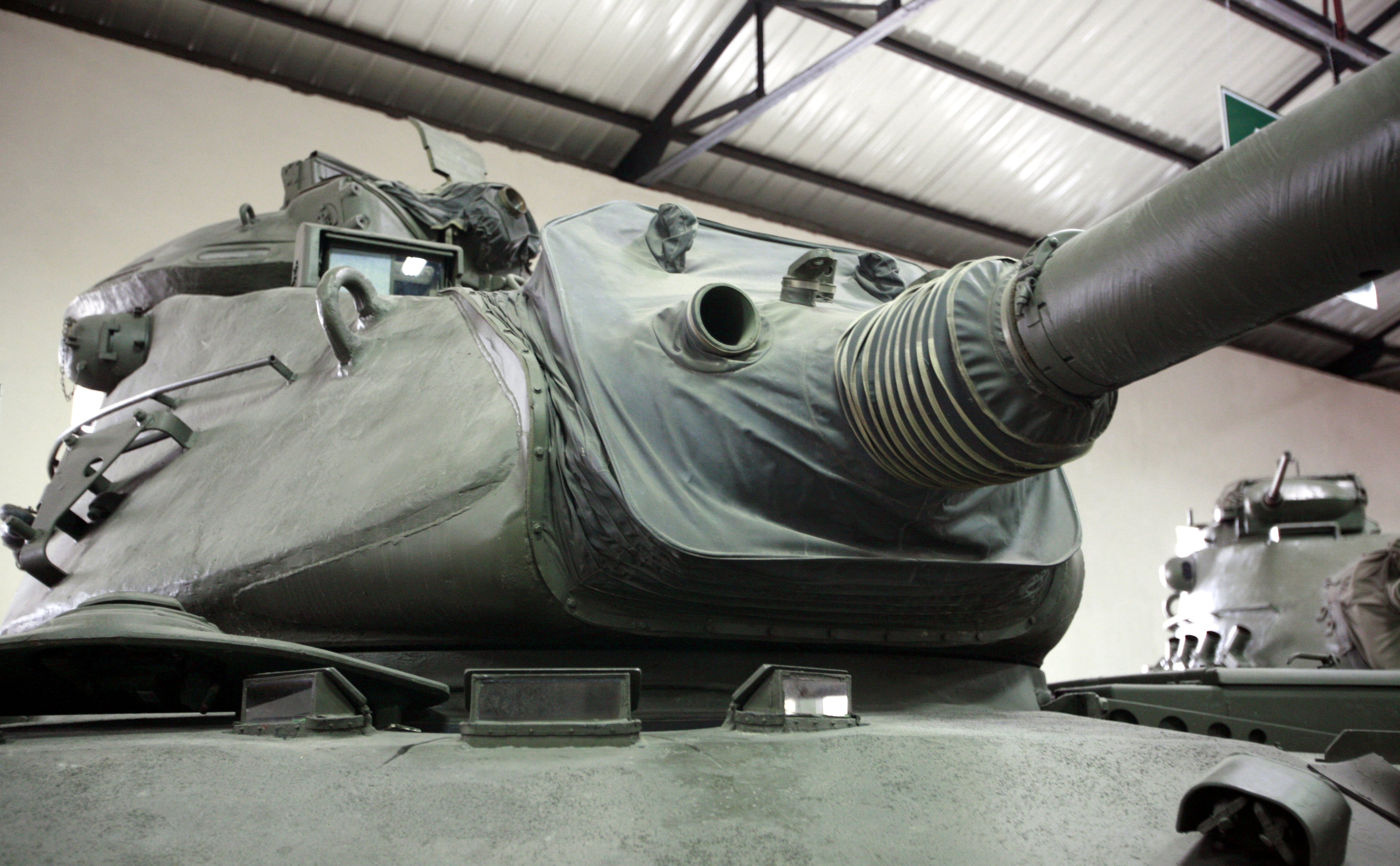
Die Kanonenblende des M60A1

#### Kanone
Die Kanone des M60 ist eine Abwandlung der britischen 105-mm-Zugrohrkanone Royal Ordnance L7. Diese wurde mit einem neuen Verschluss aus US-Produktion ausgestattet und in einigen Details verändert, um den Rücklaufweg des Rohres beim Schießen zu verkürzen. Die neue Bezeichnung für die Kanone lautete M68.
Die Waffenanlage hat einen Höhenrichtbereich von −10° bis +20° und einen Seitenrichtbereich von 360°. Das Rohr der Kanone besitzt einen Rauchabsauger und ist ab der Version A3 mit einer Rohrschutzhülle zur Vermeidung von ungleichmäßiger Erwärmung oder Abkühlung durch äußere Einflüsse ummantelt.
Die Waffenanlage war in der Ursprungsversion nicht stabilisiert; ab der Version M60A1 ist eine einfache Stabilisierung vorhanden. Diese erlaubte eingeschränkt den Feuerkampf aus der Bewegung zu führen oder die Zeit für einen Schießhalt wesentlich zu verkürzen. Ab der Version A3 wurde eine Stabilisierungsanlage verwendet, die auch den Feuerkampf aus der Bewegung ermöglicht und einen Schießhalt nicht mehr notwendig macht. Einige M60A1 aus späterer Produktion wurden ebenfalls mit der neuen Stabilisierungsanlage ausgerüstet.

#### Maschinengewehr
Die Sekundärbewaffnung besteht aus einem M85-Maschinengewehr im Kaliber .50 BMG in der Kommandantenkuppel, das zur Bekämpfung leicht gepanzerter Ziele und zur Fliegerabwehr dient, und einem koaxialen Maschinengewehr. Der Typ des MGs wurde mehrfach geändert; in der Version A3 handelt es sich um ein M240. Das M85 hat einen Schwenkbereich von 360° in der Horizontalen und von −15° bis +60° in der Vertikalen. Eine Turmdrehung um 360° dauerte etwa 15 Sekunden.

#### Munition
An Munition sind verschiedene Ausführungen vorhanden:
- APDS-T (Wuchtgeschoss im Treibkäfig (drallstabilisiert) – Armour Piercing Discarding Sabot – Tracer),
- APFSDS-T (Wuchtgeschoss im Treibkäfig (flügelstabilisiert) – Armour Piercing Fin Stabilized Discarding Sabot – Tracer),
- HEP-T (Quetschkopfmunition – High Explosive Plastic – Tracer) und
- HEAT (Hohlladungsgeschoss – High Explosive Anti Tank)

Zur Bekämpfung von Infanterie dient die M1040-Canister-Munition, die mit Wolframkugeln gefüllt ist und damit wie Schrotmunition wirkt. Die Kampfbeladung bestand aus 57 Patronen beim M60 und 63 Patronen bei den Versionen A1 und A3. Die aus 16 Patronen bestehende Bereitschaftsmunition ist in einem Munitionsmagazin in der linken hinteren Turmseite und im Turmdrehkranz neben dem Ladeschützen untergebracht. Das Hauptmagazin befindet sich links neben dem Fahrer in der Panzerwanne und ist vom Ladeschützen nur in der Turmstellung im Seitenrichtbereich von 12 Uhr bis 7 Uhr erreichbar. Die Munition ist nicht durch ein Schott vom Kampfraum getrennt; bei einer Explosion der Munition wird die Besatzung getötet.
Die einzelnen Munitionssorten boten nachfolgende Trefferwahrscheinlichkeiten und Durchschlagleistungen:
| Entfernung                | 500 m  | 1000 m | 1500 m | 2000 m | 2500 m | 3000 m |
| ------------------------- | ------ | ------ | ------ | ------ | ------ | ------ |
| APDS-Genauigkeit          | 94 %   | 86 %   | 61 %   | 44 %   | 25 %   | 8 %    |
| HEAT-Genauigkeit          | 89 %   | 69 %   | 50 %   | 28 %   | 17 %   | 3 %    |
| HEP-Genauigkeit           | 89 %   | 56 %   | 47 %   | 28 %   | 17 %   | 3 %    |
| APDS-Durchschlagsleistung | 300 mm | 275 mm | 250 mm | 225 mm | 200 mm | 175 mm |

### Panzerung
Die Panzerung des M60 besteht aus gegossenem Panzerstahl für den Turm und zusammengeschweißten Panzerstahlplatten für die Wanne. Ursprünglich war die Verwendung einer Verbundpanzerung mit Quarzsand geplant, dies wurde jedoch wegen hoher Kosten und beschränkter Produktionskapazitäten nicht verwirklicht. Die Werte in der Tabelle geben die tatsächliche Dicke der Panzerung an, durch ihre geneigte Oberfläche ist die Schutzwirkung der Panzerung jedoch höher.
| Bauteil           | M60        | M60A1      | M60A2      | M60A3      |
| ----------------- | ---------- | ---------- | ---------- | ---------- |
| Wannenfront oben  | 93 mm      | 109 mm     | 109 mm     | 109 mm     |
| Wannenfront unten | 143–185 mm | 143–185 mm | 143–185 mm | 143–185 mm |
| Wannenseiten      | 36–74 mm   | 36–74 mm   | 36–74 mm   | 36–74 mm   |
| Turmfront         | 178 mm     | 254 mm     | 292 mm     | 254 mm     |
| Kanonenblende     | 114 mm     | 127 mm     | 292 mm     | 127 mm     |
| Turmseiten        | 76 mm      | 140 mm     | 121 mm     | 140 mm     |

### Antrieb und Laufwerk
Der M60 wird von einem luftgekühlten 12-Zylinder-Dieselmotor mit der Bezeichnung AVDS-1790-2 angetrieben. Der alte Benzinmotor des M48 wurde nicht verwendet, weil der Treibstoffverbrauch und die Brandgefahr zu hoch waren. Für die Kraftübertragung wurde ein ebenfalls neues Getriebe ausgewählt, das dem höheren Drehmoment des Dieselmotors angepasst war. Es handelte sich hierbei um ein Wandlergetriebe, das zwei Vorwärtsgänge und einen Rückwärtsgang hatte. Ab der Version A1 kam eine leistungsgesteigerte Version des Motors mit der Bezeichnung AVDS-1790-2A zum Einsatz.
Das Laufwerk besteht aus jeweils sechs gummibereiften Doppellaufrollen aus Gussstahl und drei doppelten Stützrollen an jeder Seite. Ab der Version A1 wurden die Laufrollen aus Aluminium gefertigt, um Gewicht einzusparen. Vorne befinden sich die Leitrollen, die Antriebsräder am Heck. Die Federung erfolgt über Torsionsstäbe, die über Schwingarme mit den Laufrollen verbunden sind. Der M60 verfügte über hydraulische Stoßdämpfer an der ersten und letzten Laufrolle. Ab der Version A1 wurden zusätzlich Stoßdämpfer an der zweiten Laufrolle angebracht, um den bis dahin ungenügenden Fahrkomfort (das Fahrzeug schlug bei Bodenwellen bis zum Endanschlag durch) im Gelände zu erhöhen. Die Kette ist eine gummigepolsterte Verbinderkette, die in der ersten Version noch nicht als Kombikette, sondern mit aufvulkanisierten Gummielementen ausgeführt war.

### Optik, Sensoren und Feuerleitausstattung
Der Kommandant eines M60 verfügt in seiner Kuppel über insgesamt neun Winkelspiegel, die eine 360°-Rundumsicht ermöglichen. Der vordere Spiegel kann durch ein Infrarot-Sichtgerät oder einen Restlichtverstärker ersetzt werden. Dem Richtschützen stehen zwei Sichtgeräte mit achtfacher Vergrößerung zur Verfügung, von denen eines ebenfalls durch ein IR-Sichtgerät oder einen Restlichtverstärker ersetzt werden kann. Der Fahrer verfügt über drei nach vorn gerichtete Winkelspiegel und eine Aufnahme für ein Nachtsichtgerät.
Der M60 und der M60A1 verfügten zur Feuerleitung über einen Schnittbildentfernungsmesser und einen elektromechanischen Rechner. Der Ladeschütze wählte am Rechner die geladene Munition aus und der Kommandant ermittelte mithilfe des Entfernungsmessers die Entfernung zum Ziel, die dann automatisch in den Rechner übertragen wurde. Aus diesen Werten ermittelte der Rechner die notwendige Rohrerhöhung und brachte das Rohr über ein elektrisches Getriebe automatisch auf diese Stellung. Der M60A2 und A3 verfügten über einen Laserentfernungsmesser, der A3 zusätzlich über einen moderneren elektronischen Feuerleitrechner.

### Technische Daten
| Bezeichnung                   | M60                                                         | M60A1                                                       | M60A3                                                       |
| ----------------------------- | ----------------------------------------------------------- | ----------------------------------------------------------- | ----------------------------------------------------------- |
| Typ                           | Kampfpanzer                                                 | Kampfpanzer                                                 | Kampfpanzer                                                 |
| Besatzung                     | 4                                                           | 4                                                           | 4                                                           |
| Leistung                      | 750 PS bei 2400 1/min                                       | 750 PS bei 2400 1/min                                       | 750 PS bei 2400 1/min                                       |
| Getriebe                      | hydromechanisches Lenk-Schalt-Getriebe CD-850-6A            | hydromechanisches Lenk-Schalt-Getriebe CD-850-6A            | hydromechanisches Lenk-Schalt-Getriebe CD-850-6A            |
| Fahrwerk                      | drehstabgefedertes Stützrollenlaufwerk                      | drehstabgefedertes Stützrollenlaufwerk                      | drehstabgefedertes Stützrollenlaufwerk                      |
| Länge über alles              | 9309 mm                                                     | 9436 mm                                                     | 9436 mm                                                     |
| Breite über alles             | 3632 mm                                                     | 3632 mm                                                     | 3632 mm                                                     |
| Höhe über alles               | 3213 mm                                                     | 3270 mm                                                     | 3270 mm                                                     |
| Bodenfreiheit                 | 463 mm                                                      | 463 mm                                                      | 450 mm                                                      |
| Watfähigkeit                  | 1220 mm                                                     | 1220 mm                                                     | 1220 mm                                                     |
| Grabenüberschreitfähigkeit    | 2590 mm                                                     | 2590 mm                                                     | 2590 mm                                                     |
| Kletterfähigkeit              | 914 mm                                                      | 914 mm                                                      | 914 mm                                                      |
| Steigfähigkeit                | 60 %                                                        | 60 %                                                        | 60 %                                                        |
| Querneigung                   | 30 %                                                        | 30 %                                                        | 30 %                                                        |
| Gefechtsgewicht               | 49.714 kg                                                   | 52.617 kg                                                   | 52.617 kg                                                   |
| Höchstgeschwindigkeit Straße  | 48 km/h                                                     | 48 km/h                                                     | 48 km/h                                                     |
| Höchstgeschwindigkeit Gelände | 32 km/h                                                     | 32 km/h                                                     | 32 km/h                                                     |
| Kraftstoffmenge               | 1457 l                                                      | 1420 l                                                      | 1420 l                                                      |
| Fahrbereich                   | 500 km                                                      | 500 km                                                      | 480 km                                                      |
| Bewaffnung                    | 1× 105-mm-Kanone M68, 1× 7,62-mm-MG M240, 1× 12,7-mm-MG M85 | 1× 105-mm-Kanone M68, 1× 7,62-mm-MG M240, 1× 12,7-mm-MG M85 | 1× 105-mm-Kanone M68, 1× 7,62-mm-MG M240, 1× 12,7-mm-MG M85 |
| Munition                      | 57 × 105 mm; 6000 × 7,62 mm; 900 × 12,7 mm                  | 63 × 105 mm; 6000 × 7,62 mm; 900 × 12,7 mm                  | 63 × 105 mm; 6000 × 7,62 mm; 900 × 12,7 mm                  |

## Einsatz

### Einsatzprofil

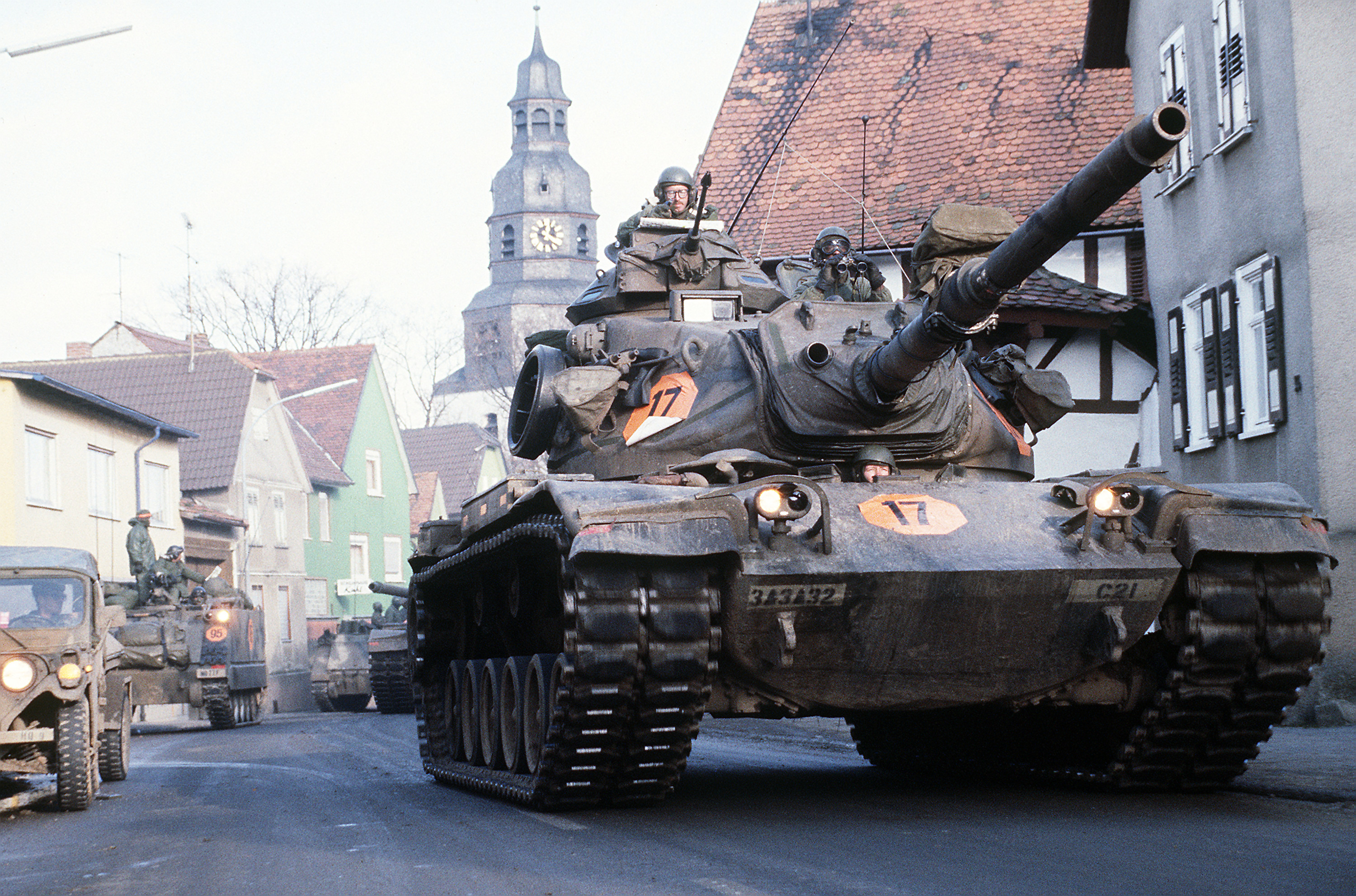
Ein M60A3 der C Company 32nd Armor Regiment während einer REFORGER-Übung in Deutschland 1985

Der M60 war zum Kampf gegen sowjetische Kampfpanzer wie den T-54 konzipiert und sollte bei einem Angriff des Warschauer Pakts die angreifenden Panzerverbände in Deutschland aufhalten. Aufgrund dessen wurden die in Deutschland stationierten US-Verbände zuerst mit dem M60 ausgestattet. Bis die Infrarot-Sichtgeräte durch Restlichtverstärker ausgetauscht wurden, arbeiteten die M60 für den Kampf bei Nacht mit Jeeps zusammen, die mit Infrarotscheinwerfern ausgerüstet waren und die Beleuchtung des Gefechtsfeldes übernahmen, so dass die Panzer sich nicht durch den Einsatz ihrer eigenen Scheinwerfer verrieten.

### Einsätze
Im Jom-Kippur-Krieg 1973 im Sinai und den Golanhöhen setzte Israel erstmals einige M60 verschiedener Varianten ein. Gegen die syrischen und ägyptischen Panzer vom Typ T-54 und T-55 bewährte sich der Panzer sehr gut. Im Vietnamkrieg kam der Panzer nicht zum Einsatz, da das US-Oberkommando der Ansicht war, dass die dort eingesetzten M48 alle dort auftretenden Bedrohungen bewältigen könnten. Im Zweiten Golfkrieg setzte das Marine Corps noch den M60A1 und A3 ein. Hier trat der Panzer gegen irakische T-54, T-55 und T-72 an. Gegen alle Typen erwies sich der M60 als sehr effektiv. In einem Fall erzielte ein M60 einen Durchschuss durch einen T-72. Die M60 des Marine Corps gehörten zu den ersten Panzern, die in das befreite Kuwait City einmarschierten.

### Nutzerstaaten
Aufgrund der hohen Stückzahlen kam, insbesondere nach der schrittweisen Ausmusterungen bei den US-amerikanischen Streitkräften, eine große Zahl der M60 in die Bestände einer Vielzahl verbündeter Staaten. Der Exportpreis für einen M60A3 betrug 1985 etwa 1,8 Millionen US-Dollar (unter Berücksichtigung der Inflation entsprach dies 2023 einem Wert von rund 5 Millionen US-Dollar).
Nutzerstaaten und Zahlenangaben, sofern nicht anders gekennzeichnet, sind Stand 2010:
Ägypten
Das Ägyptische Heer betrieb eine der größten M60-Flotten. Insgesamt verfügt es über 759 neu produzierte M60A3, weitere 168 A3 aus österreichischen Beständen und 700 M60A1 aus US-Beständen. Die Panzer der Version A1 wurden mit leistungsstärkeren Motoren, neuer Federung und zusätzlicher Panzerung ausgestattet.
Bahrain
Bahrains Armee bezog seit den 1970er-Jahren insgesamt 180 M60, davon 20 M60A3, die 1995 aus Restbeständen der US Army erworben wurden.
Bosnien-Herzegowina
Bosnien-Herzegowinas Armee verfügte seit 1996 über 45 M60.
Brasilien
Die brasilianische Panzertruppe unterhielt 91 M60A3 aus Beständen der US Army.
Griechenland
Das griechische Heer verfügte über 357 M60A1 und 312 A3 aus Beständen der US Army.
Iran
Die iranische Armee verfügte ursprünglich über 355 M60A1, von denen schätzungsweise noch etwa 150 einsatzbereit waren.
Israel
Israels Armee verfügte über eine weitere große M60-Flotte. Insgesamt wurden etwa 950 Fahrzeuge der Version A1 und weitere 450 Fahrzeuge der Version A3 an Israel geliefert, weitere wurden in verschiedenen Konflikten erbeutet. Viele Panzer wurden jedoch durch Israel mithilfe eigener Technologie modifiziert und als Magach bezeichnet.
Jemen
Der Jemen beschaffte 1979 64 M60A1, von denen von der Armee noch etwa 50 eingesetzt wurden.
Jordanien
Die jordanische Armee verfügte über 118 M60A1 und 150 A3, von denen 100 mit einem neuen Feuerleitsystem ausgestattet wurden.
Marokko
Das marokkanische Militär verfügte über 200 bis 300 M60 der Versionen A1 und A3.
Oman
Oman betrieb sechs M60A1 und 73 M60A3 sowie eine kleine Anzahl an M728.
Österreich
Das österreichische Bundesheer beschaffte in den 1960er Jahren ca. 120 M-60A1
Portugal
Das Portugiesische Heer verfügte noch über 79 M60A3, die durch eine geringere Anzahl an Leopard-2-Panzern ersetzt werden sollten.
Saudi-Arabien
Saudi-Arabien verfügte über 460 M60A3.
Singapur
Singapurs Armee verfügte lediglich über die Unterstützungsvarianten des M60, den M728 und den M60 AVLB.
Spanien
Spanien verfügte über 154 M60A3 und 106 M60A3 (TTS), von denen noch 184 in Dienst standen.
Sudan
Das sudanesische Militär verfügte über 20 M60A3.
Taiwan
Taiwan beschaffte den M60 erst relativ spät, zwischen 1995 und 2000 wurden insgesamt 403 M60A3 gekauft.
Thailand
Thailand verfügte über 125 M60A3 und 53 M60A1.
Tunesien
Das Tunesische Heer verfügte über 54 M60A3 und 30 M60A1.
Türkei
Das türkische Heer unterhielt die größte M60-Flotte in der NATO. Insgesamt waren 274 M60A1 und 657 M60A3 (TTS) vorhanden. Alle wurden aus Beständen der US Army gekauft.

### Weitere Entwicklung
Obwohl der M60 trotz der mehrfachen Kampfwertsteigerungen gegen moderne Kampfpanzer nicht mehr konkurrenzfähig ist, stehen noch viele Exemplare in vielen Staaten auf der ganzen Welt im Dienst. Viele Staaten konnten sich lange keine eigenen Entwicklungsprogramme leisten und waren auch nicht in der Lage, modernere Panzer wie den M1 Abrams oder den Leopard 2 zu kaufen. Aufgrund dessen bot der M60 lange eine bezahlbare Alternative.
BAE Systems entwickelte auf eine Anfrage des türkischen Militärs hin eine weitere Kampfwertsteigerung für den M60. Dabei sollte eine 120-mm-Glattrohrkanone und ein leistungsgesteigertes Triebwerk mit 1200 PS Leistung eingebaut werden. Der Turm wurde neu konzipiert und erinnerte an den Turm des M1. Das Laufwerk wurde ebenfalls überarbeitet und übernahm viele Teile des Laufwerks des M1. Für einen besseren Schutz des Laufwerks wurden Seitenschürzen angebracht. Dieser Entwurf wurde von der Türkei jedoch nicht akzeptiert.
Auch der italienische Rüstungshersteller Leonardo und die US-Tochter des deutschen Rüstungsunternehmen Renk bieten Aufrüstungspakete an; letztere erhielt 2023 den Auftrag der taiwanischen Streitkräfte für den Einbau eines stärkeren Motors.

## Varianten

### M60A1 (1963)

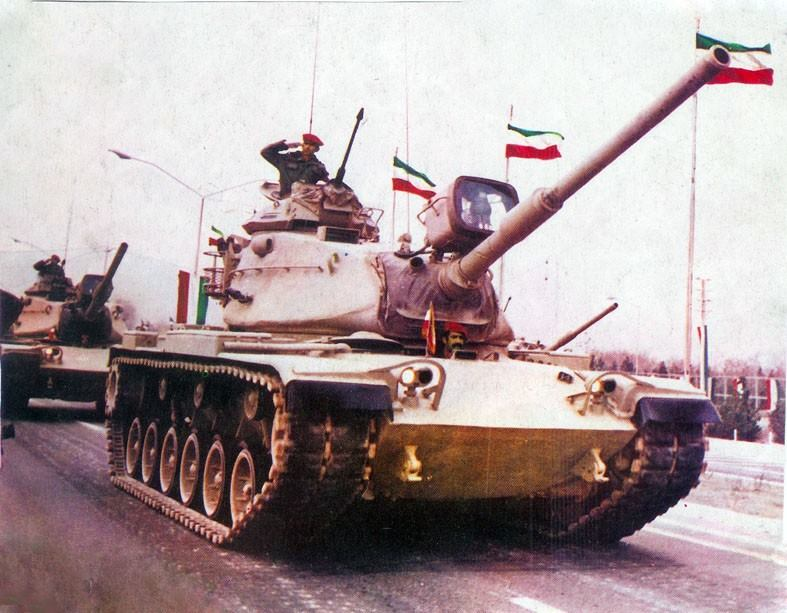
M60A1 im bei einer Parade im Iran im Jahr 1974

Der M60A1 wurde ab 1963 gefertigt. Der modifizierte Turm des M48 wurde durch einen komplett neu konstruierten Turm ersetzt, der länger und schmaler war und durch seine Formgebung besseren Schutz bot. Die Kanone wurde um fünf Zoll (12,7 cm) nach vorne verlegt, so dass der Besatzung mehr Platz im Innenraum zur Verfügung stand. Die Kampfbeladung an Munition stieg von 57 auf 63 Patronen. Der Motor wurde verbessert, so dass diese Variante wesentlich weniger Treibstoff verbrauchte und weniger Abgasrauch erzeugte.
Dem Kommandanten und dem Richtschützen standen IR-Nachtsichtgeräte zur Verfügung, die auf eine aktive Infrarotquelle angewiesen waren. Diese wurde von einem auf dem Kanonenrohr montierten Infrarotscheinwerfer bereitgestellt. Dieser Scheinwerfer wurde bei Manövern oftmals von der Besatzung zum Erhitzen ihrer Feldrationen zweckentfremdet.
Die mechanischen Bremsen wurden durch hydraulische ersetzt, um dem Fahrer die Arbeit zu erleichtern. Weiterhin wurden für die gesamte Besatzung neue Sitze mit höhenverstellbaren Rückenlehnen eingebaut, die mehr Komfort boten als die alten. Die Sitze von Fahrer und Kommandant waren höhenverstellbar, um beiden die Möglichkeit zu geben, in sitzender Stellung den Kopf außerhalb des Panzerschutzes zu halten. Das koaxiale M73-Maschinengewehr wurde durch ein M219 ersetzt.
Ab Mitte der 1960er-Jahre wurden einige weitere Änderungen am M60A1 vorgenommen. Zur Verbesserung der Erstschusstrefferwahrscheinlichkeit wurde ein Stabilisierungssystem für die Waffenanlage eingebaut, das auch den Feuerkampf aus der Bewegung erlaubte. Weiterhin wurden neue Ketten eingeführt. Die so ausgerüsteten Panzer wurden als M60A1(AOS) bezeichnet. Das Akronym AOS steht für Add On Stabilization.
Ein weiteres Kampfwertsteigerungsprogramm, das ab 1975 durchgeführt wurde, betraf den Motor. Dieser wurde mit neuen von oben austauschbaren Luftfiltern, verbessertem Starter, neuen Zylindern und neuem Turbolader ausgestattet, um dadurch die Lebensdauer zu verlängern. Die neue Bezeichnung für den Motor lautete AVDS-1790-2C. Die M60A1(AOS), die dieser Kampfwertsteigerung unterzogen wurden, erhielten die neue Bezeichnung M60A1(RISE). RISE steht für Reliability-Improved-Selected-Equipment.
Von 1962 bis 1980 wurden insgesamt 7849 M60A1 hergestellt, viele wurden später auf den Rüststand A3 gebracht. 1977 erhielten neu produzierte M60A1 die Restlichtverstärker des M60A3 und eine Tiefwatausstattung. Die neue Bezeichnung lautete M60A1(RISE)(PASSIVE).

### M60A2 (1973)

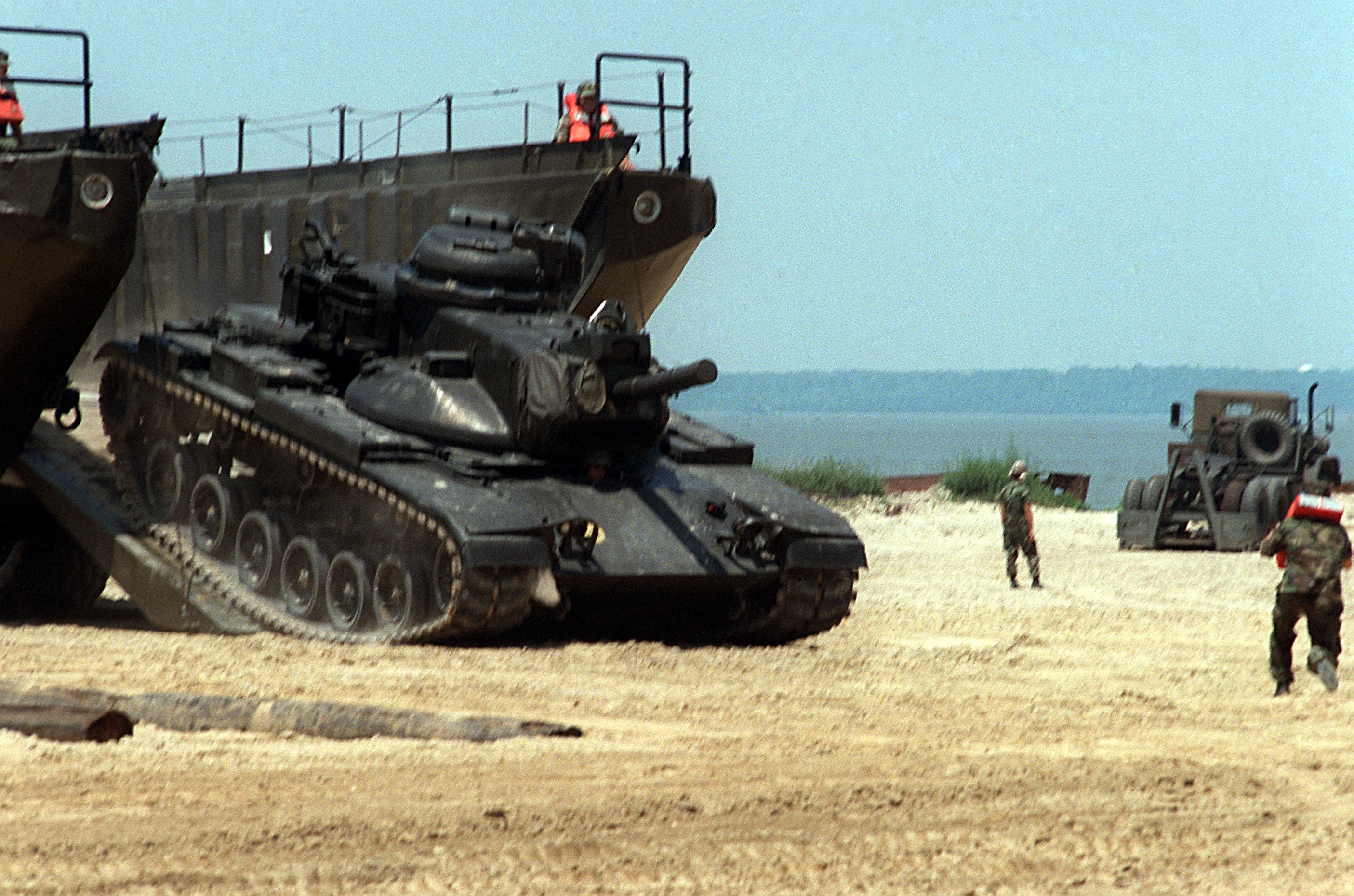
Kampfpanzer M60A2

1961 beschloss die Army, dass ein bereits existierender Kampfpanzer mit dem relativ neuen Waffensystem MGM-51 Shillelagh ausgestattet werden sollte, da Panzerabwehrlenkflugkörper zu diesem Zeitpunkt als das Mittel der Wahl zur Abwehr von Kampfpanzern betrachtet wurden. Die Wahl fiel auf den M60. Da die Shillelagh nicht aus der 105-mm-Kanone abgefeuert werden konnte, musste ein neues System entwickelt werden, das sowohl den Lenkflugkörper als auch normale Munition mit komplett verbrennbarer Hülse verschießen konnte.
Das Ergebnis war die 152-mm-Kanone M81. Da diese nicht in den Turm des M60 eingebaut werden konnte, entschied man sich dafür, einen komplett neuen Turm zu entwickeln, der auf das Fahrgestell eines M60A1 montiert werden sollte. Der neue Turm hatte ein ungewöhnliches Design – in der Mitte war er hoch und schmal, um die Waffenanlage aufnehmen zu können und dem Kommandanten eine gute Übersicht zu bieten, an den Seiten war er jedoch extrem flach. Der Richt- und der Ladeschütze hatten ihren Platz an den flachen Seiten, was ihnen sehr guten Schutz bot. Die Gestaltung verringerte zudem die frontale Trefferfläche und reduzierte das Gewicht.
Die ersten beiden Prototypen wurden 1965 und 1966 ausgeliefert und ausgiebig getestet. Bei diesen Tests stellte sich jedoch heraus, dass die verbrennbaren Hülsen der Munition sehr empfindlich gegenüber Feuchtigkeit und Beschädigung waren. Zudem verblieben nach dem Feuern glimmende Reste der Treibladung im Patronenlager, welche die nächste Patrone beim Laden entzünden konnten. Dieses Problem wurde gelöst, indem eine Druckluftanlage installiert wurde, die drei Luftstöße mit einem Druck von knapp 70 bar (1000 PSI) durch das Rohr blies, um glimmende Rückstände zu entfernen. Diese Maßnahme machte den Rauchabsauger der Kanone überflüssig, weshalb er bei der Serienproduktion weggelassen wurde. Dies führte zu einer Neubezeichnung der Kanone als XM162.
Der M60A2 war als erster amerikanischer Panzer mit einem Laserentfernungsmesser ausgestattet, da ein Schnittbildentfernungsmesser nicht in den schmalen Turm eingebaut werden konnte. Das kurze Rohr der Kanone erforderte zudem eine sehr präzise Ermittlung der Entfernung, da die normale Munition eine sehr geringe Mündungsgeschwindigkeit hatte und somit eine stark gekrümmte Flugbahn aufwies. Die Nachtkampffähigkeit war stark eingeschränkt, da der Laser nachts nur bis zu einer Entfernung von 600 m zuverlässige Ergebnisse lieferte. Dieses Problem konnte später teilweise durch die Nachrüstung eines speziellen Filters vor dem Scheinwerfer behoben werden. Die maximale Entfernung für den Nachtkampf stieg durch diese Maßnahme auf 1000 m.
Insgesamt wurde das Projekt durch diese Probleme stark verzögert, so dass die Serienproduktion erst 1973 aufgenommen werden konnte. Die Army hatte ursprünglich geplant, sämtliche M60 durch die Version A2 zu ersetzen. Der M60A2 war jedoch in der Truppe niemals sehr beliebt, da er sehr komplexe und fehleranfällige Systeme beinhaltete und sehr wartungsbedürftig war. Der inoffizielle Spitzname lautete aufgrund der Komplexität „Starship“.
Da sich der Trend in der Bewaffnung von Kampfpanzern von Lenkflugkörpern zu Wuchtgeschossen hin verschob, wurde die Produktion nach 526 produzierten Exemplaren bereits 1975 wieder eingestellt. Nachdem die letzten Exemplare 1980 außer Dienst gestellt worden waren, wurden die Türme verschrottet und die Wannen mit neuen Türmen der Version A1 ausgestattet.

### M60A3 (bis 1982)

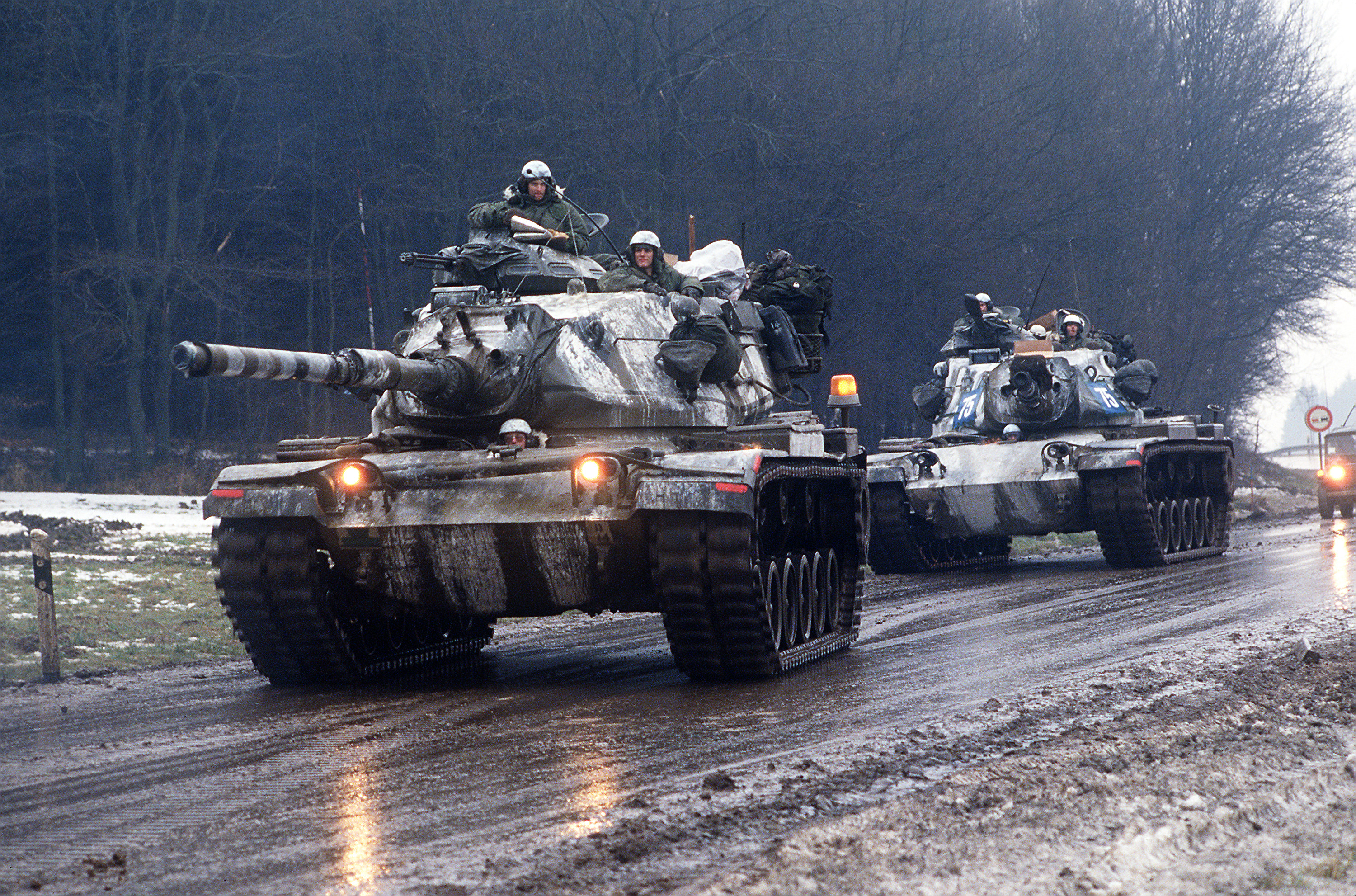
Zwei US-amerikanische M60A3 während des Manövers REFORGER '85 nahe Gießen

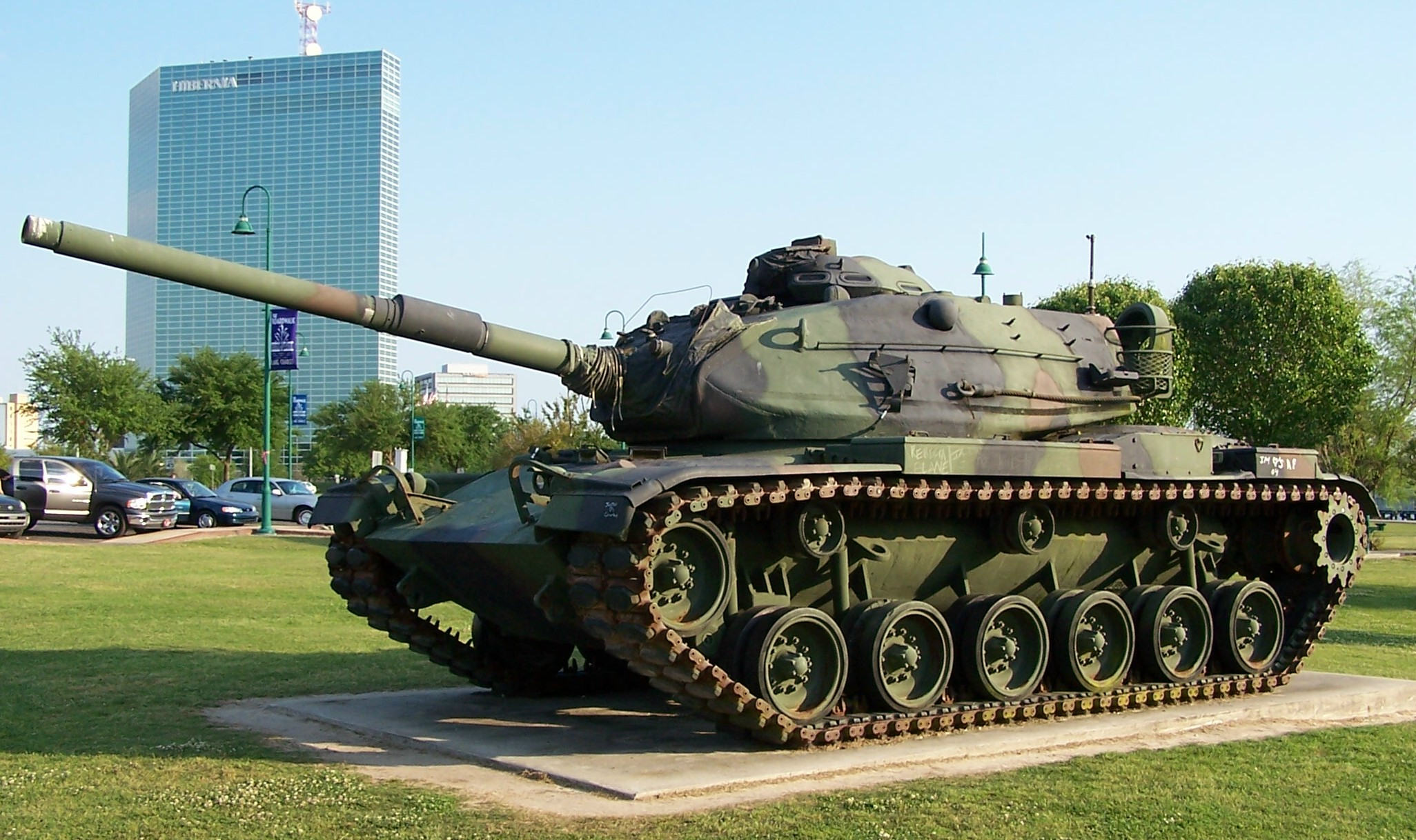
Kampfpanzer M60A3

Der M60A3 war notwendig geworden, um den Panzer der technologischen Entwicklung anzupassen. Der Schnittbildentfernungsmesser wurde durch einen Laserentfernungsmesser ersetzt, der in die Öffnung des Schnittbildentfernungsmessers auf der rechten Seite des Turms eingebaut wurde. Die Öffnung auf der linken Seite des Turms wurde verschlossen.
Die Optik des Laserentfernungsmessers diente gleichzeitig zur Beobachtung für den Kommandanten und verfügte über eine sechs- und zwölffache Vergrößerung. Der alte elektromechanische Rechner wurde durch einen elektronischen ersetzt. Mit diesem konnten auch Werte wie Luftdruck, Luftfeuchtigkeit, Verkantung des Fahrzeugs und Seitenwind berücksichtigt werden, was die Treffergenauigkeit erheblich erhöhte.
Am Turm wurden an jeder Seite Nebelgranatwerfer angebracht; zudem konnte Diesel in die Abgasanlage eingespritzt werden, um den Panzer einzunebeln. Das koaxiale Maschinengewehr wurde durch das neuere M240 und die IR-Sichtgeräte wurden durch passive Restlichtverstärker ersetzt. Ab 1979 stand dem Richtschützen von ausgewählten Fahrzeugen ein Wärmebildgerät zur Verfügung, was die Erkennung und Identifikation von Zielen bei schlechter Sicht erheblich verbesserte.
Die Bezeichnung der umgerüsteten Fahrzeuge lautete M60A3 (TTS). Bis 1982 wurden 1811 Stück dieses Typs hergestellt, die ursprünglich alle an die Army ausgeliefert und später erst teilweise zum Marine Corps transferiert wurden. Nach der Einführung des M1 Abrams wurden M60A3 an die Nationalgarde abgegeben, wo sie den dort noch vorhandenen M48A5 ersetzten und bis etwa 1997 im Dienst blieben. Das US Marine Corps verwendete die A3 noch im Golfkrieg, wo sie an der Operation Desert Storm teilnahmen.

### Übersicht über die Modellvarianten
| Jahr | Modell               | Beschreibung                                                                    |
| ---- | -------------------- | ------------------------------------------------------------------------------- |
| 1971 | M60A1 TLAC           | Neue, von oben austauschbare Luftfilter (Top Loading Air Cleaner)               |
| 1972 | M60A1(AOS)           | Add On Stabilisation                                                            |
| 1973 | M60A2                |                                                                                 |
| 1974 | M60A1                | T142-Gleiskette                                                                 |
| 1975 | M60A1(RISE)          | Reliability Improvement Selected Equipment                                      |
| 1977 | M60A1(RISE)(PASSIVE) | passives Nachtsichtgerät für den Kommandant/Richtschütze und Tiefwatausstattung |
| 1978 | M60A3                |                                                                                 |
| 1979 | M60A3(TTS)           | Thermalsichtgerät für den Richtschützen                                         |

## Fahrzeuge auf Basis des M60

### Combat Engineer Vehicle M728

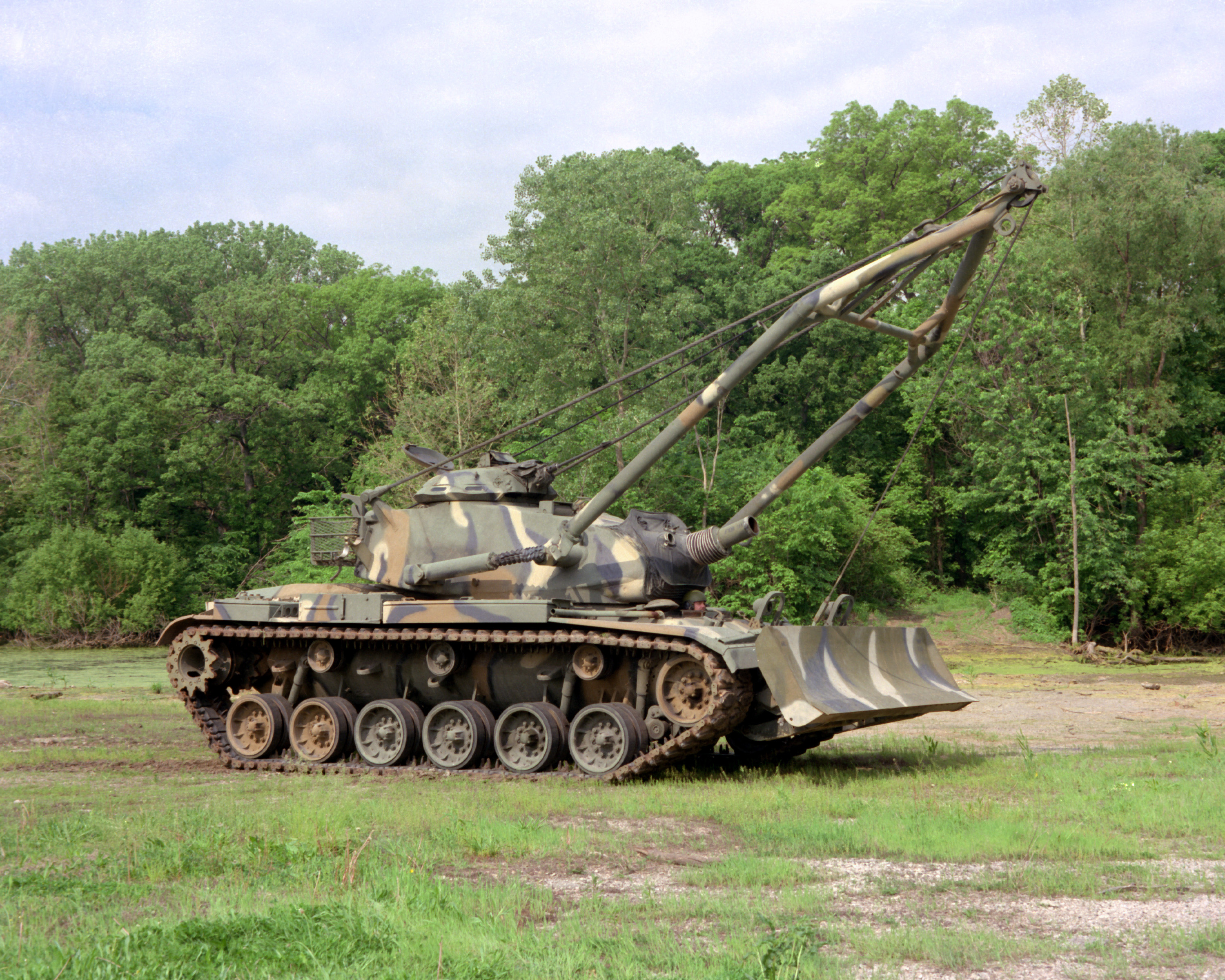
M728 CEV

Das Konzept eines gepanzerten und bewaffneten Fahrzeugs für die Pioniertruppe, das für Räum- und Abrissarbeiten geeignet sein sollte, geht bis auf das Ende des Zweiten Weltkriegs zurück. Die ursprünglichen Forderungen sahen ein Fahrzeug vor, das das gleiche Schutzniveau haben sollte wie ein mittlerer Kampfpanzer, fünf Mann Besatzung mit Platz für zwei weitere Pioniere, eine Abschussvorrichtung für Sprengladungen, Aufklärungs- und Räumausstattung für Minen, einen Räumschild, einen Kran mit 20 Tonnen Zugkraft und die Möglichkeit, eine Panzerschnellbrücke zu verlegen.
Da diese Forderungen unmöglich alle in ein einziges Fahrzeug integriert werden konnten, scheiterte das Projekt. Die Idee eines zum Verschießen von Sprengladungen geeigneten Pionierpanzers wurde jedoch beibehalten. Nachdem der M60 zum neuen Hauptwaffensystem der Panzertruppe bestimmt worden war, sollte ein entsprechendes Fahrzeug unter der Bezeichnung T118E1 auf der Basis des M60 entwickelt werden.
Der endgültige Entwurf verfügte über einen Kran mit 11,3 Tonnen (25.000 Pfund) Hebekapazität, einen Räumschild und eine 165-mm-Kanone M135. Die Kanone verschießt zur Zerstörung von Bunkern und Betonhindernissen ausgelegte hochexplosive Sprengladungen auf Entfernungen von bis zu 925 m. Die Besatzung besteht aus vier Soldaten, die die gleichen Plätze wie im M60 besetzen. Von 1966 bis 1972 wurden 243 Einheiten gefertigt.

### M60A1 Armored Vehicle Launched Bridge (AVLB)

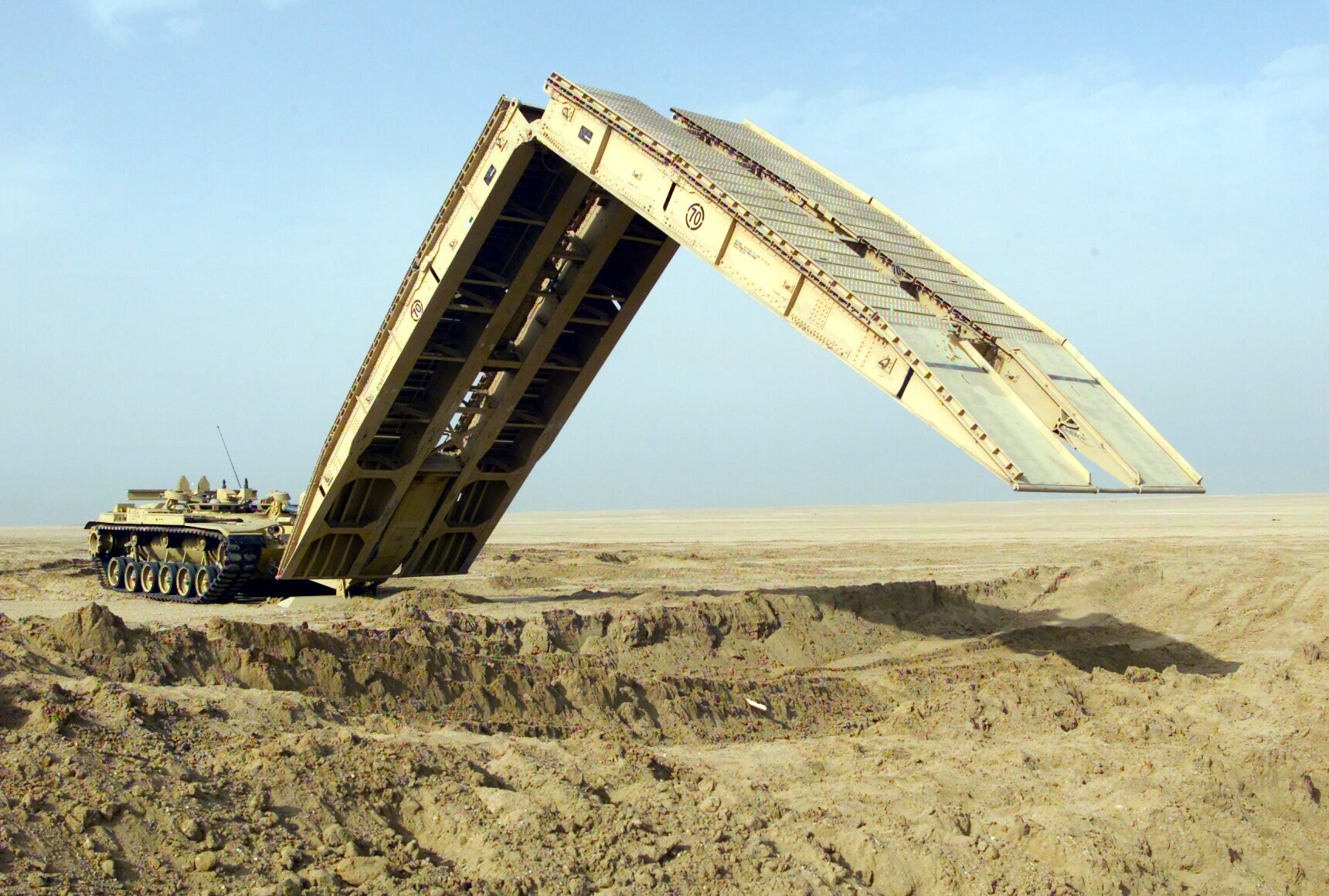
AVLB beim Verlegen der Brücke

Der M60A1 AVLB ist ein M60, dessen Turm entfernt wurde, um Platz für eine Panzerschnellbrücke zu schaffen. Die Brücke hat eine Gesamtlänge von 19,2 m und kann Hindernisse bis zu einer Länge von 18,3 m überbrücken. Die Brücke hat eine Tragekapazität von MLC 60. Das Ablegen der Brücke dauert etwa zwei Minuten, das Aufnehmen etwa zehn Minuten. Inklusive der Brücke wiegt das Fahrzeug 55,7 t. Die Besatzung besteht aus Fahrer und Kommandant. Einige Fahrzeuge befinden sich noch immer im Dienst der US-Army und des Marine Corps, ihre Einsatzfähigkeit ist jedoch begrenzt, da sie nicht in der Lage sind, den hochbeweglichen M1 Abrams zu folgen.

### Sabra
Der Sabra ist eine Weiterentwicklung des M60 für das türkische Heer. Die Kampfwertsteigerung beinhaltet unter anderem die Verbesserung der Panzerung durch Verwendung von Verbundpanzerung und Reaktivpanzerung und die Verbesserung der Beweglichkeit durch den Einbau eines neuen, 1000 PS starken Motors.

### Magach
Der Magach ist eine eigene Weiterentwicklung amerikanischer Kampfpanzermodelle der israelischen Streitkräfte, die auf den Modellen M48 und M60 aufbaut.

### Samsam
Der Samsam ist eine kampfwertgesteigerte Version des M60 der Streitkräfte des Iran. Die Kampfwertsteigerung beinhaltet eine Kontakt-5-Reaktivpanzerung, ein EFCS-3-Feuerkontrollsystem, ein Laserwarnsystem und ein Täuschsystem gegen hitzesuchende Waffensysteme (IRCM – Infrared Countermeasures).

### M60 Phoenix
Der M60 Phoenix ist eine Kampfwertsteigerung des M60 der Streitkräfte Jordaniens.

### M60 A1 Vehículo lanzapuentes deslizante VLPD
Die spanischen Streitkräfte nutzen die Wanne des M60 mit der Systembezeichnung „VLPD 26/70 E“ als Verlegefahrzeug für die Panzerschnellbrücke Leguan.